# Dasymaschalon borneense
Dasymaschalon borneense là loài thực vật có hoa thuộc họ Na. Loài này được Nurmawati mô tả khoa học đầu tiên năm 2003.
Loài này có ở Đông Kalimantan, Borneo.